# Sámsonháza
Sámsonháza là một thị trấn thuộc hạt Nógrád, Hungary. Thị trấn này có diện tích 12,71 km², dân số năm 2010 là 281 người, mật độ 22 người/km².